# 泰陵國家代表選手村
泰陵國家代表選手村（韓語：태릉국가대표선수촌），又稱泰陵選手村，是南韓首座建立於首爾東北角盧原區孔陵洞的國家級體育訓練中心。
自1966年6月30日，大韓體育會成立泰陵選手村以來，這裡一直是韩国各種体育菁英的家。它由24栋建筑组成，包括训练设施、体育馆和宿舍，占地100,000平方（25英畝）。训练基地可容纳田径、体操、射箭、跆拳道、摔跤、游泳等20个不同的体育项目。
2011年，為了取代壅擠的泰陵選手村，進而建成镇川国家代表选手村。